# 歪頭山駅
歪頭山駅（わいとうさんえき）は中華人民共和国遼寧省本渓市渓湖区にある、中国鉄路総公司（CR）瀋丹線の駅。1920年に開業。瀋陽駅から54km、丹東駅から226kmの位置にある。瀋陽鉄道局所属の四等駅に設定されている。

## 駅周辺
- 益民超市
- 鉄路医院
- 北沙河
- G304国道
- 歪头山中心小学

## 隣の駅
中国国鉄
瀋丹線
姚千戸屯駅 - 歪頭山駅 - 石橋子駅